# لو كونغ واي
لو كونغ واي (بالصينية: 羅港威) (19 يونيو 1992 بهونغ كونغ في الصين - ) هو لاعب كرة قدم صيني في مركز الوسط. شارك مع منتخب هونغ كونغ تحت 23 سنة لكرة القدم ومنتخب هونغ كونغ لكرة القدم. أما مع النوادي، فقد لعب مع نادي جنوب الصين وMetro Gallery FC ‏ وهونغ كونغ بيغاسوس ‏ وSham Shui Po SA ‏.

## روابط خارجية
- لو كونغ واي على موقع قاعدة بيانات كرة القدم.إي يو (الإنجليزية)
- لو كونغ واي على موقع Soccerway.com (الإنجليزية)